# Pygospiopsis occipitalis
Pygospiopsis occipitalis är en ringmaskart som beskrevs av Blake in Blake, Hilbig och Scott 1996. Pygospiopsis occipitalis ingår i släktet Pygospiopsis och familjen Spionidae. Inga underarter finns listade i Catalogue of Life.